# 頰光魚
頰光鱼（学名：Lampichthys procerus）为輻鰭魚綱燈籠魚目灯笼鱼科的其中一種。分布于南半球亞熱帶海域，為深海魚類，棲息深度可達2000公尺，體長可達10公分。